# 장군의 아들 2
《장군의 아들 2》는 1991년 대한민국의 액션 영화이다. 임권택이 감독, 박상민이 주연한 영화이다.

## 줄거리
일제 식민지시대인 1930년대 말엽에 김두한은 종로거리를 넘보던 하야시와 전면을 벌여 승리한다. 하야시패의 오른팔인 김동회와 김두한은 송채환이란 여인을 사이에 두고 운명적 대립을 한다. 채환은 동회의 사랑에 빠지고, 괴로워하던 두한은 일본장교와 시비가 붙어 헌병대 취조실로 끌려간다.
채환은 두한을 구하려 헌병대장에게 몸을 바치고 자취를 감춘다. 두한이 아편밀수를 하는 왜놈들 회사를 습격하자 하야시패에 비상이 걸리고, 두한을 짝사랑한 일본기녀 세쯔꼬는 두한에게 하야시패의 습격계획을 알려준다. 조선상권을 지키려는 두한과 하야시패는 종로에서 일대격전을 벌인다. 헌병을 가격하고 도망가는 두한을 구하기 위해 종로상인들은 힘을 합해 헌병을 막는다.

## 출연진

### 주인공
- 박상민 : 김두한 역 (목소리:장광)
- 이일재 : 김동회 역 (목소리:이성)
- 송채환 : 송채환 역

### 주변 인물
- 신현준 : 하야시 역
- 김해곤 : 왕마귀 역
- 최종환 : 소설가 박계주 역
- 강신범 : 사꼬야 역
- 민응식 : 김기환 역

### 조연배우
- 배미향 : 세쯔꼬 역
- 김성룡 : 종로경찰서 마루오까 경부 역
- 이종상 : 종로꼬마 역
- 권승현
- 오동영
- 오명근
- 박준영
- 김진수
- 김학성
- 황근창
- 조현귀
- 공대봉
- 박용범
- 정종렬 : 털빠진개고기 역
- 김태희
- 홍진기
- 신영일
- 조준형
- 성명신
- 안경희
- 조성준
- 조태봉
- 이철민
- 김석훈
- 오도영
- 이남경
- 정상준
- 최윤민
- 박영교
- 정상기
- 최창남
- 성저희
- 김선아
- 이은정
- 이은미
- 김선경
- 박민희
- 김윤희
- 주상호 : 종로경찰서 고등계 구니모토 형사 역
- 한은진
- 안병경
- 송희연
- 최성관
- 추봉
- 이해룡 : 김만복(우미관 사장) 역 (목소리:신성호)
- 장정국
- 현길수
- 김기종
- 최준
- 양택조
- 신동욱
- 이석구
- 왕태언
- 안진수
- 성명순
- 이예민
- 박동룡 : 웨이터 역
- 박용팔
- 홍명구
- 임예심
- 김애라
- 박예숙
- 정미경
- 김경란
- 고재현
- 정두홍
- 김태종
- 김영
- 김경민
- 박상욱
- 박석희
- 김현주
- 허진화
- 서명석
- 홍삼기
- 채수암
- 표성대
- 김태흥
- 문명권
- 원풍연
- 박순길
- 김민수
- 이종욱
- 김성준
- 정사용
- 손원일 : 정진룡 역

## 제작진
- 감독 : 임권택
- 연출부 : 박광인, 임상수, 진계동, 윤태용, 신철승, 김홍준
- 스크립터 : 김명화
- 각색 : 이윤택
- 원작 : 홍성유
- 촬영부 : 이후곤, 단혁태, 이기원, 이동수
- 촬영 : 정일성
- 조명 : 차정남
- 조명부 : 김태인, 김세근, 임형빈, 황종화, 박진천, 박영출
- 기획, 제작 : 이태원
- 제작상무 : 전융행
- 제작주임 : 김성룡
- 녹음 : 강대성
- 음악 : 신병하
- 미술 : 김유준
- 소품 : 김호길
- 소품팀 : 장석훈, 황인식, 김광태
- 특수효과 : 박광남
- 미용 : 조경애
- 분장 : 홍동은
- 코디네이터 : 박미정, 김승우
- 의상 : 박상문, 영화의상실, 씨티보이, 세기모자
- 편집보 : 김미정
- 편집 : 박순덕
- 네가편집 : 박곡지
- 무술감독 : 김영모
- 스틸 : 양기주
- 사진 : 구본창
- 옵티컬 : 윤종두
- 일본어 : 오꾸조노 히데끼
- 색보정 : 김승호
- 효과 : 양대호
- 현상 : 영화진흥공사

## 상영정보
- 극장개봉 : 1991년 7월 20일
- 비디오출시 : 1992년 1월 6일 (VHS, 미디아트)

## 같이 보기
- 장군의 아들
- 장군의 아들 3
- 장군의 아들 시리즈
- 홍성유